# Pycnarrhena lucida
Pycnarrhena lucida är en tvåhjärtbladig växtart som först beskrevs av Johannes Elias Teijsmann och Binn., och fick sitt nu gällande namn av Friedrich Anton Wilhelm Miquel. Pycnarrhena lucida ingår i släktet Pycnarrhena och familjen Menispermaceae. Inga underarter finns listade i Catalogue of Life.